# Museum of Contemporary Art di Los Angeles
Il Museum of Contemporary Art di Los Angeles (MOCA) è un museo di arte contemporanea con tre sedi a Los Angeles, in California. Il ramo principale si trova sulla Grand Avenue nel centro di Los Angeles, vicino alla Walt Disney Concert Hall. Lo spazio originale del MOCA, inizialmente inteso come spazio espositivo "temporaneo" mentre la struttura principale è stata costruita, è ora noto come Geffen Contemporary, nel quartiere Little Tokyo del centro di Los Angeles. La struttura del Pacific Design Center si trova a West Hollywood.

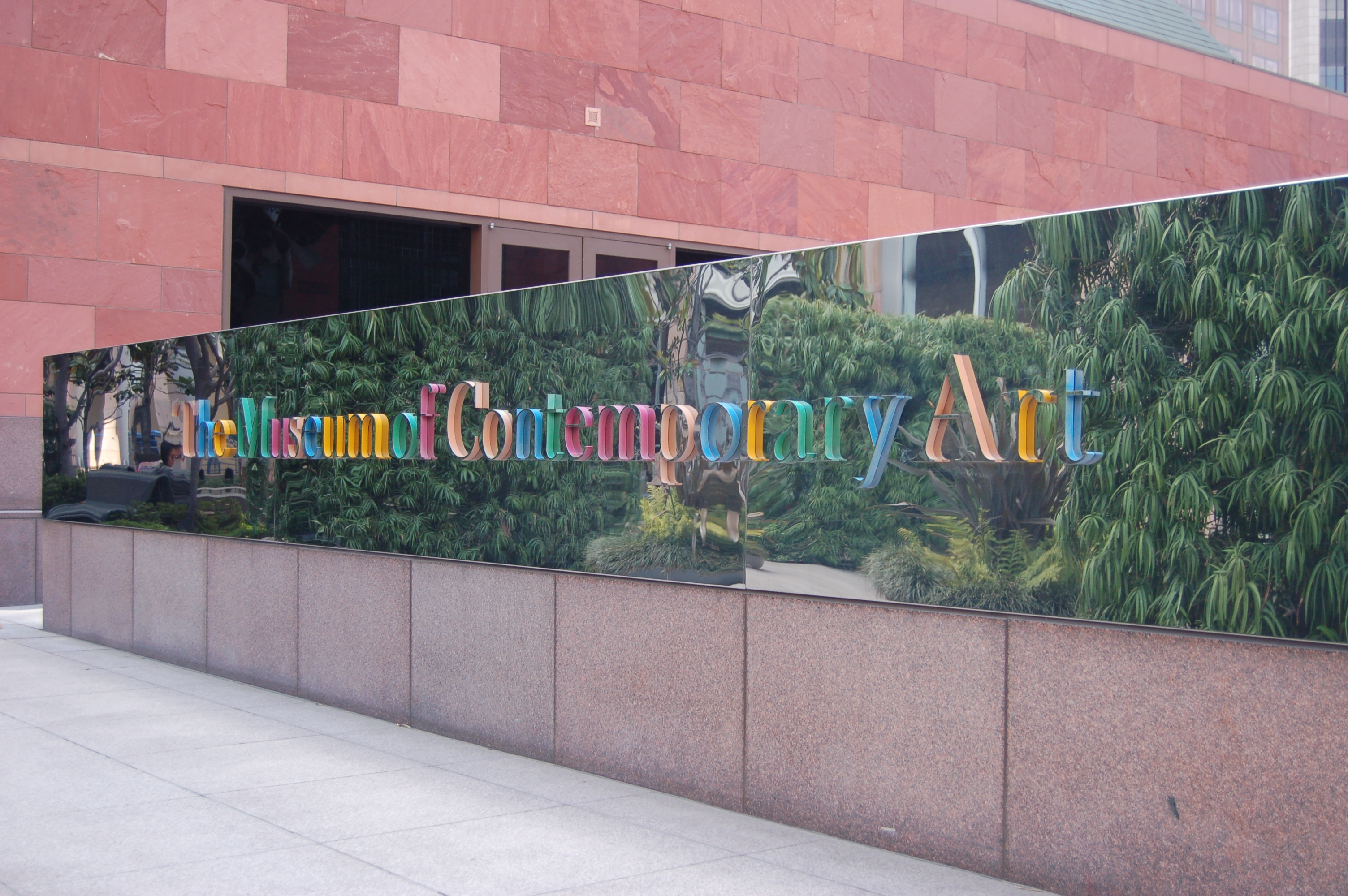
Insegna del museo

Le mostre del museo consistono principalmente di arte contemporanea americana ed europea creata dopo il 1940. Sin dall'inizio del museo, la programmazione del MOCA è stata definita dal suo approccio multidisciplinare all'arte contemporanea.
La sede del MOCA Downtown Los Angeles ospita circa 5.000 opere d'arte create dal 1940, tra cui capolavori di artisti classici contemporanei e ispiratrici di nuove opere di artisti emergenti e di metà carriera della California meridionale e di tutto il mondo. Il MOCA è l'unico museo di Los Angeles dedicato esclusivamente all'arte contemporanea.
Nel 1986, l'architetto giapponese Arata Isozaki, che non aveva mai lavorato a un progetto negli Stati Uniti, completò l'edificio in pietra arenaria del centro cittadino a Grand Avenue.